# Riikka Sarasoja
Riikka Johanna Sarasoja (Lempäälä, 23 febbraio 1982) è un'ex fondista finlandese.
In seguito al matrimonio, nel 2011 ha aggiunto al proprio il cognome del coniuge e si è iscritta alle liste FIS come Riikka Sarasoja-Lilja.

## Biografia
In Coppa del Mondo ha esordito il 25 novembre 2001 a Kuopio (75ª) e ha ottenuto il primo podio l'11 gennaio 2004 a Otepää (3ª).
In carriera ha preso parte a due edizioni dei Giochi olimpici invernali, Vancouver 2010 (31ª nella 10 km, 12ª nella 30 km, 21ª nell'inseguimento, 8ª nella sprint a squadre) e Soči 2014 (37ª nella sprint), e a quattro dei Campionati mondiali, vincendo una medaglia.

## Palmarès

### Mondiali
- 1 medaglia:
  - 1 bronzo (sprint a squadre a Val di Fiemme 2013)

### Coppa del Mondo
- Miglior piazzamento in classifica generale: 24ª nel 2012
- 6 podi (tutti a squadre):
  - 2 secondi posti
  - 4 terzi posti